# Paul Testart
Pour les articles homonymes, voir Testart.
Paul Testart est un photographe, libraire, imprimeur et éditeur de cartes postales, né à Épinal le 7 avril 1872 et mort dans la même ville le 4 mars 1961.

## Biographie

### Jeunesse et études
Paul Testart naît de Pierre François Testart (1823-1898) et de Anne Louise Gassinger (1841-1930). Il effectue des études au collège d'Épinal à partir de 1887, puis à l'École industrielle dans laquelle il reste quatre ans. Il reste d'ailleurs proche de cette école, puisqu'il devient par la suite secrétaire de l'association des anciens élèves. Il y rencontre Adolphe Weick, un photographe et éditeur actif dans les Vosges, et commence à travailler pour Charles Froereisen, un imprimeur-éditeur de renom à Épinal. Paul Testart se marie d'ailleurs avec la fille de ce dernier, Marguerite Froereisen en 1898, avant de divorcer pour se remarier avec Marguerite Meininger en 1906.

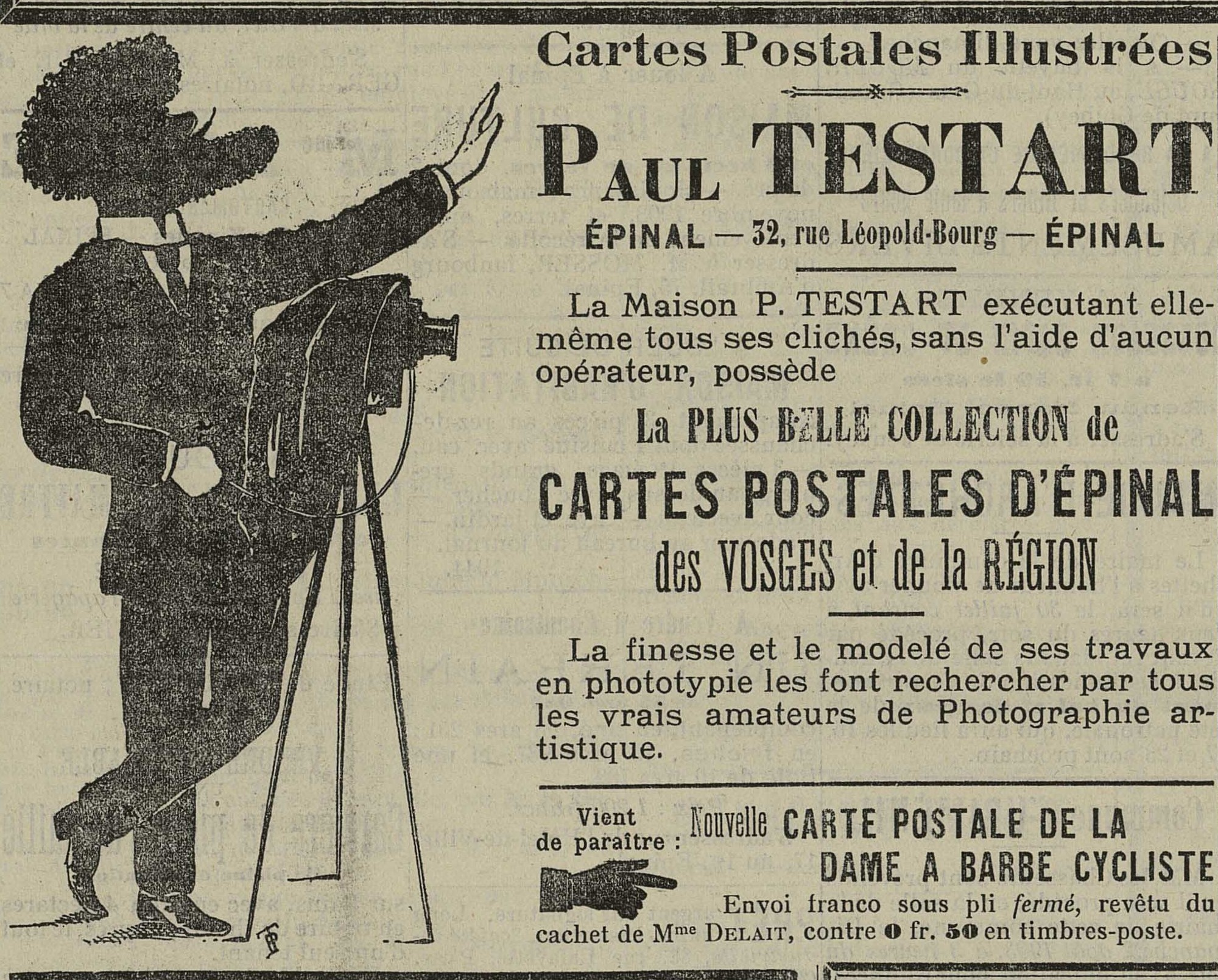
Publicité dans le Mémorial des Vosges du 19 et 20 juillet 1903 pour Paul Testart.

### Photographe et éditeur de cartes postales
L'entreprise pour laquelle il travaillait précédemment a été reprise par Homeyer et Ehret en 1900. L'année suivante, Paul Testart décide ainsi d'ouvrir sa propre librairie, 32 rue Léopold-Bourg à Épinal. Il propose en plus de cela, une activité d'imprimerie industrielle et commerciale.
Peu de temps après, il devient aussi éditeur de cartes postales photographiées puisqu'il dispose d'une jumelle de 13 × 18 cm et d'un magasin de 24 plaques de verre. Il est lui-même passionné de photographie et membre du photo-club spinalien depuis sa fondation en 1906.

De 1890 à 1950, Paul Testart parcourt les Vosges et prend des clichés des nombreux villages, mais aussi des lieux et événements qui font l'actualité de son époque. Il prend par exemple en photo le « Capitaine Ferber », un dirigeable de 1912 fourni par l'état-major, qui effectue sa première sortie le 27 juin 1912.

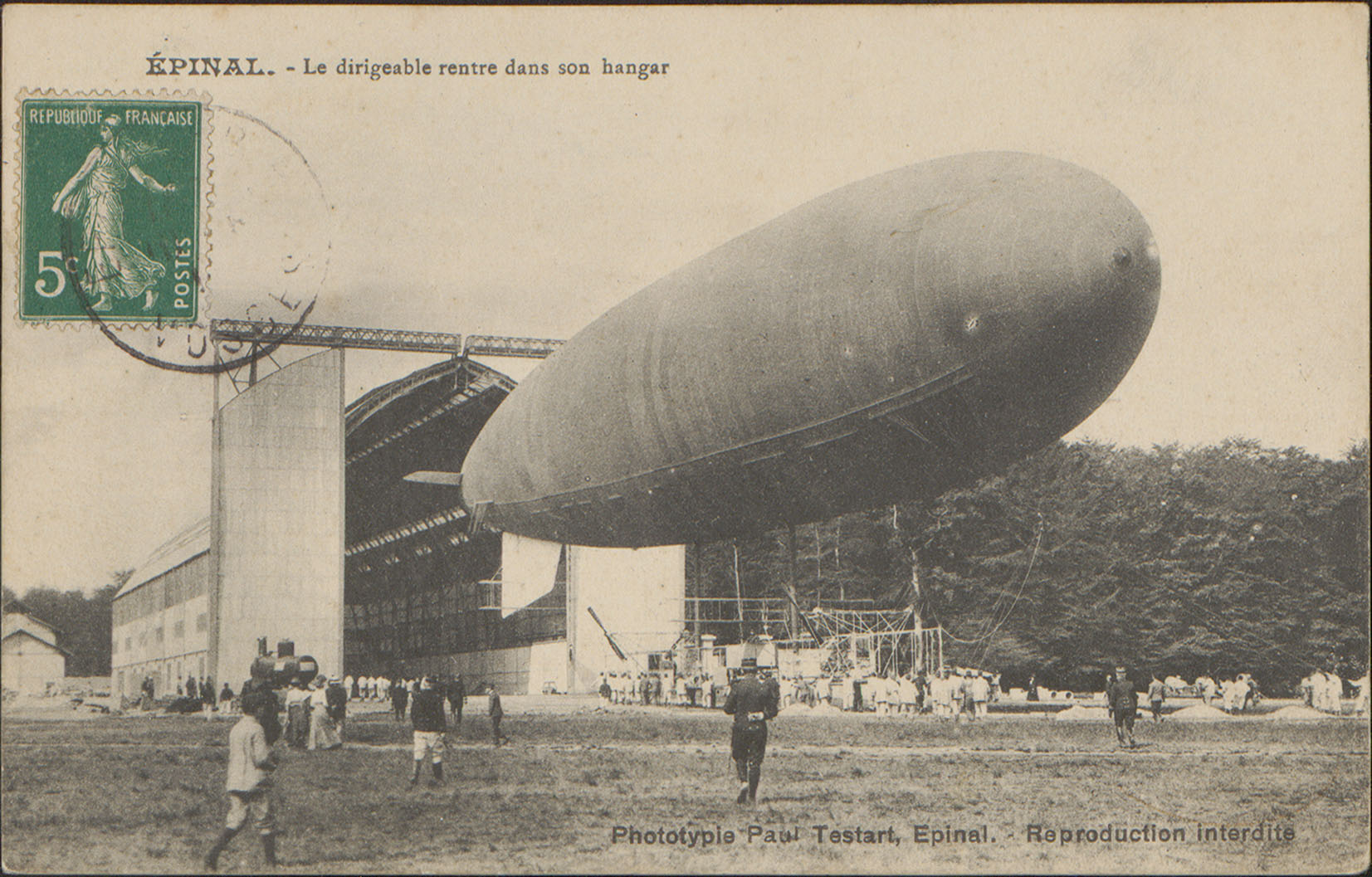
Photographie représentant le « Capitaine Ferber » le 27 juin 1912, prise par Paul Testart.

En éditant un nombre important de cartes postales, il contribue à l'essor touristique du département. En plus des nombreux clichés des sites naturels des Hautes-Vosges (comme le Ballon d'Alsace) ou des lieux de patrimoine des Vosges (comme Domrémy-la-Pucelle), Paul Testart publie plusieurs ouvrages destinés à promouvoir le tourisme dans son département. En 1909, il publie un premier guide destiné aux touristes et visiteurs d'Épinal appelé Épinal, un nid de verdure au milieu des Vosges. Il reçoit même le prix Erckmann-Chatrian en 1958 pour l'un de ses ouvrages, Épinal à travers les siècles, des origines à nos jours. Il s'implique aussi activement dans le tourisme de sa région puisqu'il est secrétaire général du syndicat d'initiative d'Épinal et participe, à ce titre, aux missions de valorisation du territoire des Vosges.
Il meurt dans sa ville natale, le 4 mars 1961.

## Publications
- Épinal, nid de verdure dans les Vosges (3e édition revue et augmentée), Imprimerie Homeyer, décembre 1951
- Guide du touriste et de l'hôtellerie dans le département des Vosges, Épinal, Paul Testart (éd.), s. d.
- Plan-Barême de la ville d'Épinal (disponible sur Gallica), Épinal, Paul Testart (éd.), s. d.
- Ce qu'il faut savoir des origines et du passé de la ville d'Épinal, Nancy, Imprimeries A. Humblot et Cie, 1951
- Épinal à travers les siècles, des origines à 1950 Nancy, Imprimerie Humblot, 1956